# سوخوي كيه آر-860
سوخوي كيه آر-860 (بالإنجليزية: Sukhoi KR-860)‏ هي طائرة ركاب نفاثة عملاقة مقترحة، ذات جسم العريض المكون من طابقين، كان اسمها في وقت سابق (SKD-717)، من تصميم شركة الطيران سوخوي الروسية. صنع منها نموذج واحد مصغر.